# Besiegter Haß
Besiegter Haß ist ein britischer Familienfilm in Schwarz-weiß aus dem Jahr 1953. Regie führte Philip Leacock, das Drehbuch schrieb Neil Paterson nach seiner Kurzgeschichte The Scotch Settlement. Die Hauptrollen spielten Duncan Macrae und Jean Anderson. Die Kinderdarsteller Jon Whiteley und Vincent Winter dominierten den Film und erhielten dafür jeweils einen Ehrenoscar.

## Handlung
Nachdem ihr Vater im Burenkrieg gefallen und die Mutter kurz darauf verstorben ist, kommen der acht Jahre alte Harry MacKenzie und sein fünfjähriger Bruder Davy 1904 nach Nova Scotia. Sie sollen auf der abgelegenen Farm ihres Großvaters Jim MacKenzie, seiner Frau und deren Tochter Kirsty leben. Auf der Fahrt treffen die beiden auf den Arzt Willem Bloom, einem holländischen Einwanderer, der ihnen sagt, dass sie sich auf ihre Tante Kirsty freuen können. Den letzten Teil des Weges müssen die beiden, begleitet von ihrem streng religiösen und über den Tod seines Sohnes verbitterten Großvater, laufen. Dabei erfahren sie, dass es auf der ärmlichen Farm keine Hunde, auf die sich die beiden sehr gefreut hatten, gibt, und auch weder Pferde noch Kühe, nur Ziegen und Hühner. Außerdem zieht sich der Großvater kaum, dass sie den Ort verlassen haben, seine Schuhe aus und geht barfuß weiter. Diese Schuhe hatte ihm sein Sohn geschenkt, kurz bevor er in den Krieg zog, obwohl er sie sich eigentlich nicht leisten konnte. MacKenzie hat zudem einen Streit um einen Hügel mit Jan Hooft, dem die benachbarte Farm gehört und der ebenfalls aus Holland eingewandert ist. Rechtlich ist mittlerweile geklärt, dass der Hügel Hooft gehört, doch will MacKenzie seinen Hügel keinem Buren, wie er ihn nennt, überlassen.
Schon am ersten Tag in der Schule prügelt sich Harry mit Jan, dem Sohn von Hooft; er hat den Hass auf die Buren bereits von seinem Großvater übernommen und will dem anderen Jungen auch dann nicht die Hand geben, als der strenge Lehrer es befiehlt. Trotz der Schule und der Hilfe, die sie auf der Farm leisten müssen, haben Harry und Davy viel Zeit, die Umgebung zu erkunden. Eines Tages sehen sie Bloom im Fluss angeln. Harry wirft aus einem Versteck Steine direkt vor Bloom in den Fluss. Als auch Davy einen Stein werfen will, fällt er in den Fluss und verletzt sich dabei. Bloom verbindet die Wunde und bringt Davy in die Farm. Wenige Tage später geht Kirsty mit den Jungen zu einer Nachuntersuchung zu Bloom. Harry weigert sich und bleibt auf dem Weg zurück. Die Wunde ist gut verheilt, sodass Davy mit Blooms Hund spielen kann und Kirsty und Bloom die Möglichkeit zu einem Gespräch haben. Inzwischen hat Harry den Sohn von Hooft auf dem Hügel gesehen und greift ihn an. Sein Großvater, sieht aus der Ferne Bewegung auf seinem Hügel und schießt darauf. Zwar trifft er die beiden nicht, der Schuss ernüchtert Harry und Jan jr. aber so sehr, dass sie sich vertragen.
Eines Tages findet Harry einen Säugling im Wald. Er nimmt es mit, es soll den verweigerten Hund ersetzen. Zusammen mit Davy kümmert er sich um den Säugling, so sehr, dass er keine Zeit für die Schule hat, was sehr schnell auffällt. Da er seinem Großvater nicht sagen will, warum er geschwänzt hat, wird er von in einen Schuppen geschlossen. Von dort aus will er Davy dazu überreden, sich um das Kind zu kümmern. Als das Kind zu schreien anfängt, bringt Davy auf Harrys Bitte hin den Großvater dorthin. Der nimmt den Säugling schweigend und bringt es zu den Hoofts, da er durch eine Suchmannschaft weiß, dass die ihre kleine Tochter vermissen. Noch am gleichen Abend kommt eine berittene Gruppe zur Farm und verhaftet Harry als Kindesentführer. Beim Prozess spricht der Dorfrichter davon, Harry in eine „reform school“ zu schicken, eine spezielle Schule für kriminell gewordene Kinder. Als sich Jan Hooft für Harry einsetzt, ergänzt der Richter, man solle sich über die nächste Schule dieser Art informieren, damit man Harry dorthin schicken könne, sollte er so etwas noch einmal machen. Nach diesem Freispruch geht MacKenzie mit Harry zu Hooft, wo Harry sich entschuldigt. Hooft fühlt sich selbst schuldig, weil er seine ältere Tochter mit dem Baby allein gelassen habe, aber auch MacKenzie sieht eine Mitschuld bei sich selbst. Er schickt Harry nach Hause. Als er später ebenfalls dort ankommt, hat er seine Schuhe verkauft. Er wird von dem Geld einen Hund für die beiden Jungen kaufen.

## Hintergrund

### Besetzung und Crew
Für Regisseur Philip Leacock, der Besiegter Haß von allen seinen Filmen am meisten genossen hat, war der Film der Durchbruch. Das Drehbuch schrieb Neil Paterson nach seiner Kurzgeschichte The Scotch Settlement.
Schon früh schlug Leacock Duncan Macrae für die Rolle des Großvaters vor, obwohl der mit 48 Jahren recht jung für die Rolle war. Jean Anderson war noch jünger (40), und bei ihr tat sich Leacock deutlich schwerer, sie zu bekommen, weil die Produzenten eine bekanntere Schauspielerin wollten. Schließlich bekam sie die Rolle, die zu ihrer Lieblingsrolle wurde.
Für das Szenenbild war Edward Carrick verantwortlich, die verantwortliche Kostümbildnerin war Joan Ellacott, und leitender Maskenbildner war Geoffrey Rodway. Für die Frisuren war Pearl Orton verantwortlich.

### Die Kinder
Die Arbeit mit Kindern galt als eine besondere Stärke von Philip Leacock. In einem Interview gab er das Lob dafür an Margaret Thomson weiter. Sie sei darin absolut wundervoll gewesen und habe mehr mit Kindern gearbeitet, als er. Nachdem er hörte, dass sie bedauert habe, in einem Dokumentarfilm über Kinder diese nicht vorbereitet zu haben, stellte er sie für Besiegter Haß ein, wo sie genau diese Aufgabe übernehmen sollte. Zunächst musste sie die Darsteller finden und zog dafür durch die Schulen Aberdeens. Dabei fand sie den damals sechsjährigen Jon Whiteley, der zuvor schon gedreht hatte, und den vierjährigen Vincent Winter, der bis dahin noch in keinem Film aufgetreten war. Margaret Thomson arbeitete unermüdlich mit den beiden, sodass Priscilla Barlow in ihrer Biografie über Duncan Macray ihr einen wesentlichen Anteil an den guten Darstellungen der beiden zubilligte. Einige der besten Szenen mit den beiden gelangen, weil die Kameras nach dem Ende der Szenen weiterliefen.

### Dreharbeiten und Veröffentlichung
Der in Nova Scotia spielende Film entstand komplett in Großbritannien. Die Landschaftsaufnahmen wurden in der Nähe von Inverness gedreht, genauer in Glen Affric und in Glen Morriston. Die Innenaufnahmen entstanden in den Pinewood Studios, ergänzt durch weitere Außenaufnahmen im benachbarten Black Park. Gleichzeitig mit Besiegter Haß entstand in Pinewood Sein größter Bluff, wobei wurde der große finanzielle Unterschied zwischen den beiden Produktionen sichtbar wurde. So nahm Sein großer Bluff den Großteil des Studios ein. Außerdem traten viele bekannte Londoner Schauspieler und Schauspielerinnen in kleinen Rollen auf. Jean Anderson fand es ironisch, dass Besiegter Haß finanziell sehr viel erfolgreicher wurde als Sein großer Bluff.
Besiegter Haß hatte seine Premiere am 17. Dezember 1953 in London, wo der Film von der Rank Organization vertrieben wurde. Die deutschsprachige Erstaufführung war am 24. September 1954.

### Der amerikanische Titel des Films
Bereits im Vorfeld der Veröffentlichung hatte Joseph Breen der Rank Organization bestätigt, dass Besiegter Haß die Vorgaben des Hays Code erfülle. Lediglich zu einer Szene mit Davy in einer Badewanne drückte er eine gewisse Besorgnis aus. Es solle darauf geachtet werden, dass dabei nicht zu viel von dem Jungen gezeigt werden solle. Die Umbenennung des Films in The Kidnappers führte dann aber zu Protesten der MPAA. Seit der Lindbergh Entführung 1932 war kein Filmtitel mehr genehmigt worden, der das Wort „kidnapping“ (deutsch: „entführen“) oder eine andere Form davon enthielt. Ausgenommen davon waren nur Verfilmungen des Romans Entführt von Robert Louis Stevenson. Die Entführung und Ermordung des sechsjährigen Bobby Greenlease im September 1953 verschlimmerte die Situation noch. Die Rank Organisation meinte dazu, in ihrem Film ginge es nicht um erwachsene Entführer, und bat um eine Ausnahme. Daraufhin einigte man sich auf den Titel The Little Kidnappers (deutsch: Die kleinen Entführer). Die Variety schrieb dagegen, die Umbenennung ginge von United Artists, der Verleihfirma des Films in den USA, aus. Zwar habe der Film in Großbritannien und Europa gute Ergebnisse erzielt, doch fürchte United Artists die US-amerikanische Ablehnung von Entführungen. Daher sei der Titel geändert worden.

### Synchronisation
Die Synchronisation von Besiegter Haß wurde 1991 von der Rank Film Synchronproduktion in Hamburg durchgeführt. Die Dialogregie lag bei Edgar Flatau.
| Rolle             | Schauspieler     | Synchronsprecher       |
| ----------------- | ---------------- | ---------------------- |
| Großvater         | Duncan Macrae    | Erich Dunskus          |
| Großmutter        | Jean Anderson    | Elly Burgmer           |
| Dr. Wilhelm Bloom | Theodore Bikel   | Benno Sterzenbach      |
| Christa           | Adrienne Corri   | Inge Stolten           |
| Harry             | Jon Whiteley     | Andreas von der Meden  |
| Steffen           | Vincent Winter   | Halvard Peter Langhoff |
| Hermann Kramer    | Jameson Clark    | Helmut Peine           |
| John Dominie      | Jack Stewart     | Arnold Marquis         |
| Hofert            | Francis De Wolff | Robert Meyn            |

## Rezeption

### Kritiken
Besiegter Haß wird durchgehend positiv bewertet, als schlicht und warmherzig, rührend, glänzend und Ähnlichem. Es sei einer der besten Kinderfilme des britischen Kinos und werde nie zu süß, was selten sei. Er sei es wert, gezeigt zu werden. Bosley Crowther lobt den Film in seiner Kritik in der New York Times so sehr, dass er versucht ist, zu erklären, warum der Bericht so ekstatisch sei. Es sei ein außerordentlich wahrer und gewinnender Film, der allerdings keinen typischen Stoff für einen Kinderfilm habe, sondern eher einen nüchternen Blick auf Armut, Einsamkeit und Rassenspannungen liefere, gesehen durch die Augen von Kindern. Es sei eine interessante Zeitkapsel aus dem ländlichen Kanada der Jahrhundertwende. Und die Geschichte über blinden Hass gegen Immigranten klinge auch heute noch wahr.
Breiter Raum wird den herausragenden und herzerwärmenden Leistungen von Vincent Winter und Jon Whiteley eingeräumt. Die beiden werten den Film deutlich auf, halten ihn zusammen, und dominieren ihn vollständig. Die Kinder seien völlig natürlich und liebenswürdig gespielt. Sie wirken nicht im entferntesten frühreif, was es selten, wenn überhaupt jemals, gegeben habe, und zeigen die klare und offene Natur von Kindern, die selten richtig eingefangen wird. Die Kritik des Monthly Film Bulletin schränkt die allgemeine Lobeshymne etwas ein. Auch hier wird Vincent Winter hoch gelobt, Jon Whiteley spreche aber sehr wie ein Papagei.
Auch die erwachsenen Schauspieler seien gut, doch werden ihre Leistungen von denen der Kinder klar in den Schatten gestellt. Im Gegensatz zu den Kindern übertreiben sie manchmal. Herausgehoben werden die Leistungen von Duncan Macrae, Theodore Bikel und Adrienne Corri.
Kritisiert wird, dass die Mischung der Dialekte nicht immer stimme. Außerdem könne der Regisseur des Sinn für Ort und Atmosphäre nicht so vollständig wiedergeben, wie es sich der Autor vorgestellt habe. Es wurde auch darauf hingewiesen, dass der Film mehr wie Pinewood aussehe als wie Nova Scotia, wobei der Autor dieser Kritik aus Nova Scotia kommt. Andererseits werden die attraktiven schottischen Orte im Film gelobt, genauso wie die Filmmusik.

### Nominierungen und Auszeichnungen
Jon Whiteley und Vincent Winter erhielten 1955 jeweils einen Ehrenoscar für ihre Darstellungen als Kinder. Bei den British Academy Film Awards 1954 war Besiegter Haß sowohl in der Kategorie Bester Film als auch in der Kategorie Bester britischer Film nominiert. Duncan Macrae war außerdem in der Kategorie Bester britischer Darsteller nominiert.
Bei den Internationalen Filmfestspielen von Cannes 1954 nahm Besiegter Haß am Wettbewerb teil. Zudem wurde der Film beim NBR Award 1954 als einer der zehn Top Foreign Films ausgezeichnet.
Die FBW erteilte dem Film das Prädikat Wertvoll, die Evangelische Filmgilde kürte ihn im August 1954 zum Film des Monats.
Besiegter Haß war in den Top-Ten-Listen der besten Filme des Jahres 1954 sowohl der New York Times als auch des Time Magazins.

### Einspielergebnisse
In Großbritannien belegte Besiegter Haß in der Auflistung der größten Kassenhits des Jahres 1954 den achten Platz. Priscilla Barlow schreibt in ihrer Biografie über Duncan Macrae, der Film sei an den Kinokassen sehr erfolgreich gewesen, und hebt dabei die vollen Kinosäle in Nordamerika hervor.

## Folgen
1990 erschien ein Remake unter dem Titel Little Kidnappers, in dem Charlton Heston die Hauptrolle übernahm und Donald Shebib Regie führte.
Schon 1955 plante Desilu Productions eine Fernsehserie mit John Whitely und Vincent Winter als adoptierte Kinder. 1968 gab es einen Versuch einer Serie über den Stoff, für die ein Pilotfilm mit dem Titel Harry and David produziert wurde. Beide Serien kamen aber nicht zustande.